# محمد نجاتي فرحات

عميد محمد نجاتي فرحات.

عميد محمد نجاتي فرحات عسكري مصري، كان قائد الفرقة 3 مشاة ميكانيكي، خلال حرب أكتوبر 1973 كان قائدًا لسلاح المشاة برتبة اللواء أركان حرب حتى عام مضى 1978 حينما قام الرئيس حسني مبارك بتعيينه قائداً للحرس الجمهوري. وتوفي في 22 أغسطس عام 2003.